# Dumbrăvița (Maramureș)
Dumbrăvița é uma comuna romena localizada no distrito de Maramureș, na região histórica da Transilvânia. A comuna possui uma área de 51.67 km² e sua população era de 4378 habitantes segundo o censo de 2007.